# Haltepunkt Weißes Roß
Der Haltepunkt Weißes Roß der schmalspurigen Lößnitzgrundbahn liegt im Augustusweg 2 im sächsischen Radebeul, auf Serkowitzer Flur. Die in den Jahren 1911/1913 errichtete und heute denkmalgeschützte Bahnstation liegt nahe der Meißner Straße, wo sich die Schmalspurbahn Radebeul–Radeburg (Lößnitzgrundbahn) mit der Lößnitzbahn, einer ehemals meterspurigen Überlandstraßenbahn, kreuzt. Die Lößnitzbahn ist heute die Dresdner Straßenbahnlinie 4.

## Beschreibung

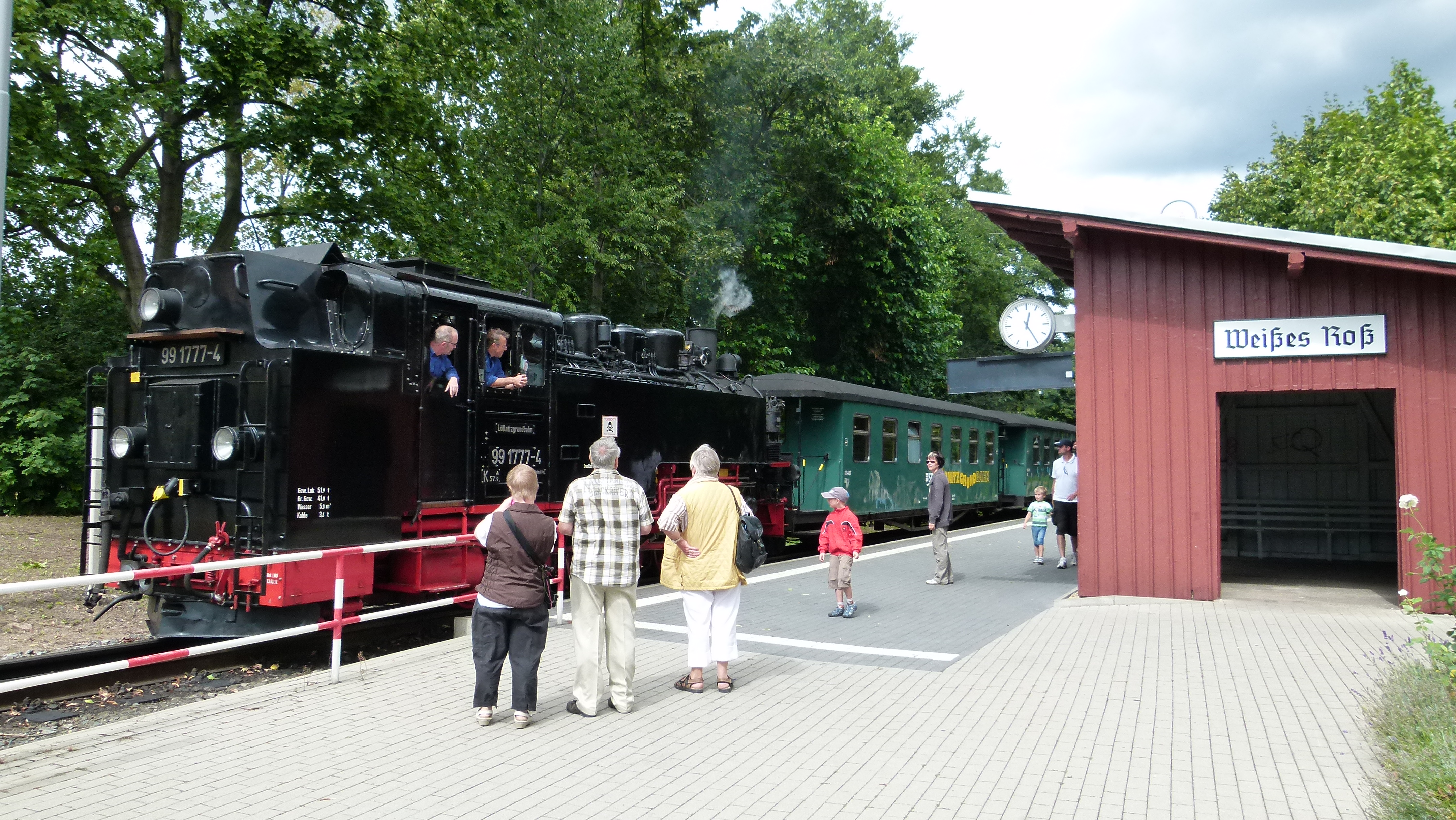
Bahnsteigplattform mit Lößnitzgrundbahn

Die „Station“ besteht aus einem massiven, verputzten Bahnwärterhaus mit Fahrkartenschalter und Warteraum sowie einer nahebei gelegenen hölzernen Wartehalle.
Das Bahnwärterhaus wurde 1913 durch die Königlich Sächsische Staatseisenbahnverwaltung errichtet. Es ist ein eingeschossiger, massiver Putzbau auf einem Bruchsteinsockel mit einem niedrigen Anbau, das Walmdach ist mit Ziegeln gedeckt, darin zwei Dachausbauten mit hohem Dreiecksgiebel. Die Wartehalle ist ein halboffenes, verbrettertes Fachwerk mit Pultdach.

## Geschichte

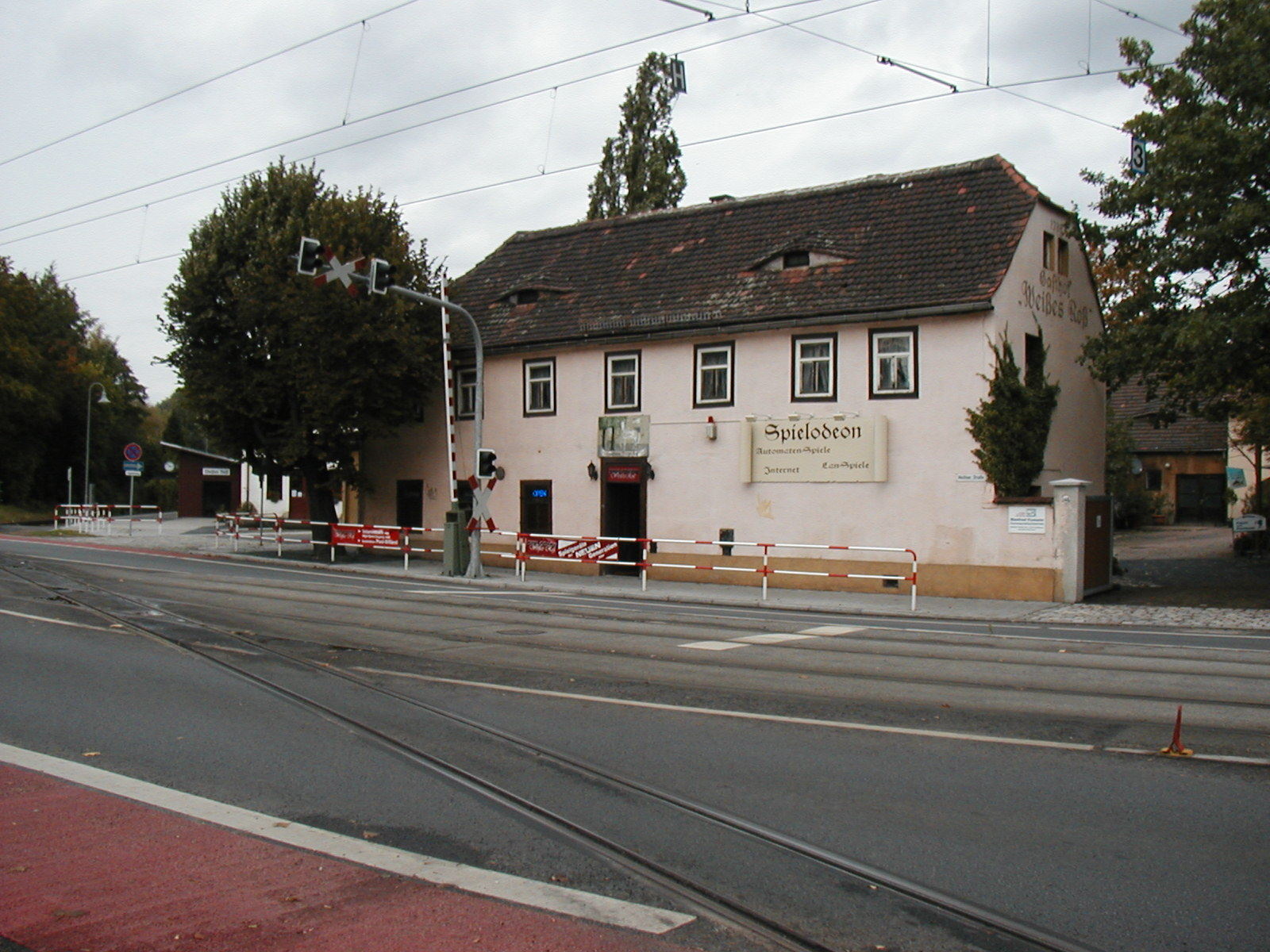
Gasthof „Weißes Roß“, 2007. Links im Hintergrund der Haltepunkt. Auf der Straße ist die Kreuzung von Schmalspurbahn (Lößnitzgrundbahn) und Straßenbahn (ehem. Lößnitzbahn) zu sehen.

Am 15. September 1884 wurde der Haltepunkt Weißes Roß mit der Eröffnung der Schmalspurbahn Radebeul–Radeburg an der einspurigen Strecke in Betrieb genommen. Er ist nach dem benachbart liegenden, 1789 errichteten Gasthof „Weißes Roß“ benannt. Der Stationsname ist der einzige auf Radebeuler Grund, der über alle Eingemeindungen hinweg ohne Namensänderung blieb.
Im Jahr 2005 wurde der Kreuzungsbereich der Lößnitzgrundbahn mit Straße und Straßenbahn umgebaut, ein neu eingebauter Schwenk nach Osten der Lößnitzgrundbahn sollte vor allem den Kreuzungswinkel mit den Straßenbahngleisen verkleinern. Zum Zwecke dieses Umbaus wurde die Lößnitzgrundbahn vom 24. Oktober bis 2. Dezember 2005 vorübergehend außer Betrieb genommen.

## Verkehrliche Bedeutung
Im Jahresfahrplan 2022 halten am Haltepunkt Weißes Roß fünf, im Sommer sechs Reisezugpaare der Sächsischen Dampfeisenbahngesellschaft täglich. Wegen der guten Umsteigemöglichkeit zur Dresdner Straßenbahn wird er stets rege von Reisenden frequentiert.